# Липовец (Римавска Собота)
Липовец (слч. Lipovec) насељено је мјесто са административним статусом сеоске општине (слч. obec) у округу Римавска Собота, у Банскобистричком крају, Словачка Република.

## Становништво
| Година:    | 1994. | 2004.   | 2014.    | 2024.    |
| ---------- | ----- | ------- | -------- | -------- |
| Број људи: | 83    | 76      | 102      | 90       |
| Разлика:   |       | -8,43 % | +34,21 % | -11,76 % |

| Година:    | 2023. | 2024.   |
| ---------- | ----- | ------- |
| Број људи: | 86    | 90      |
| Разлика:   |       | +4,65 % |

Према подацима о броју становника из 2011. године насеље је имало 93 становника.